# Ultimate Sound
Az Ultimate Sound című dal a német Marusha 1998-ban megjelent kislemeze, mely albumra nem került fel, és csupán a 70. helyig jutott a német slágerlistán.[forrás?]

## Megjelenések
CD Maxi-Single  Low Spirit Recordings – 74321 62861 2
1. Ultimate Sound (Original Mix) 6:09
2. Shark	7:00
3. Ultimate Sound (Screen Mix) 3:48